# Richard Coogan
Richard P. Coogan (4 de abril de 1914 - 12 de marzo de 2014) fue un actor estadounidense conocido por su papel de Captain Video en Captain Video and His Video Rangers entre 1949-50.

## Carrera
Nacido en Short Hills , Nueva Jersey, Coogan trabajó en la radio desde hace algún tiempo, incluyendo apariciones como Abie Levy en Abie's Irish Rose. Apareció en Broadway en cinco producciones diferentes entre 1945 y 1955, todos ellos de corta duración, a excepción de Diamond Lil con Mae West, y The Rainmaker. Todavía apareció en Broadway con West cuando asumió el papel de Captain Video and His Video Rangers en la DuMont Television Network el 27 de junio de 1949. Después de la transmisión en vivo cada día, terminando a las 7:30 p. m. EST, tomaba un taxi hasta el teatro donde Diamond Lil actuaba. A medida que aumentaba la popularidad del Captain Video, Coogan creció menos y menos cómodo con el papel con la producción de muy bajo presupuesto. Captain Video salió del aire en diciembre de 1950, sustituido por Al Hodge, quien hizo el papel el resto de la carrera de la serie, hasta el 1 de abril de 1955. Hodge se hizo completamente tan identificado con el personaje que nunca fue capaz de variar su personaje.

## Muerte
Coogan murió el 12 de marzo de 2014 en Los Ángeles por causas naturales varias semanas antes de su cumpleaños número 100.